# Embargo contra o Chipre do Norte

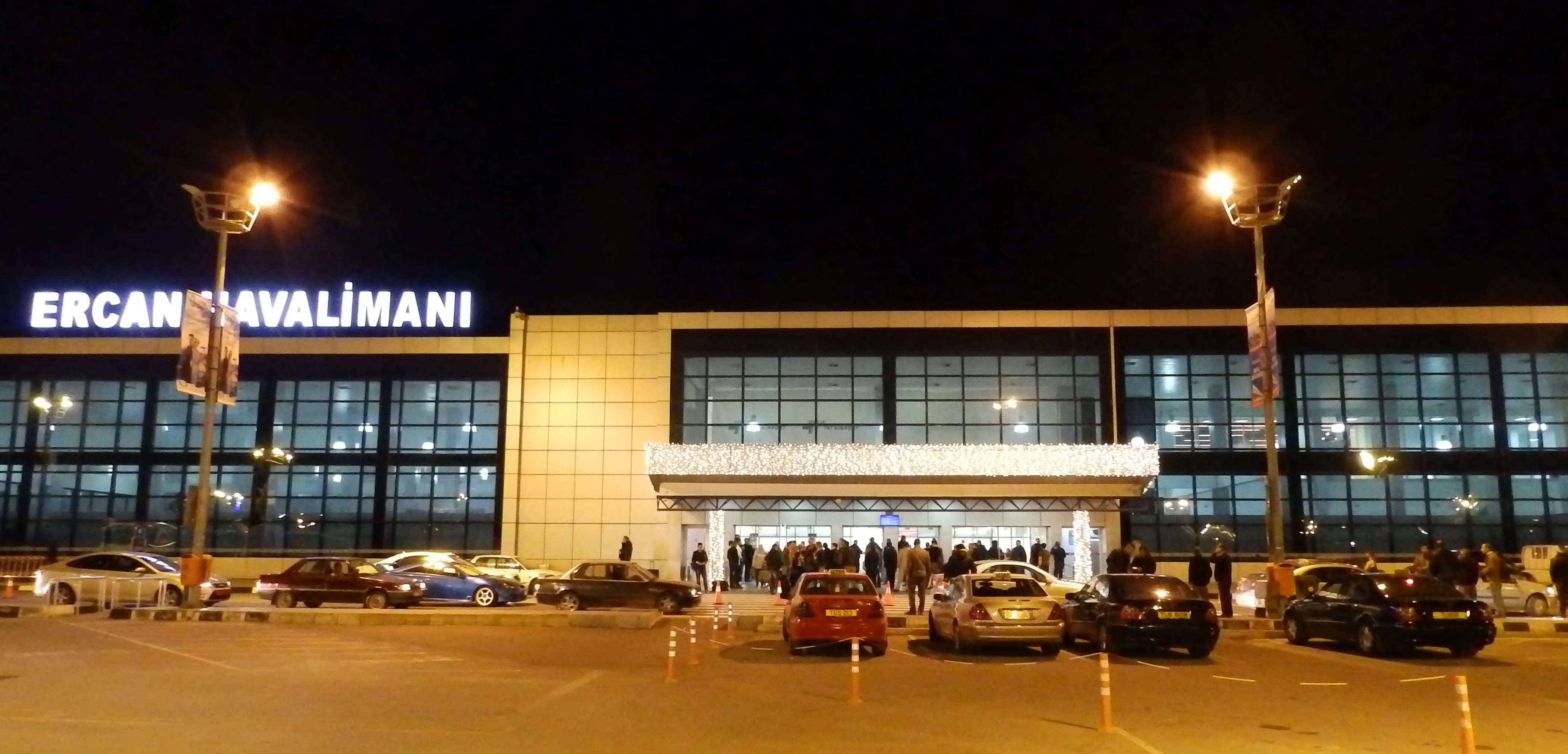
O Aeroporto Internacional de Ercan, onde voos internacionais só podem ocorrer através da Turquia, devido ao embargo.

Um embargo internacional contra o Chipre do Norte  está atualmente em vigor em diversas áreas. O embargo é apoiado pela política das Nações Unidas  e sua aplicação pela União Europeia está em linha com uma decisão tomada pelo Tribunal de Justiça Europeu em 1994. 
O Chipre do Norte tem estado sob um embargo severo desde a sua declaração unilateral de independência em 1983, e os embargos são ativamente promovidos por uma campanha greco-cipriota. Dentre as instituições que se recusam a lidar com a comunidade turco-cipriota estão a União Postal Universal, a Organização da Aviação Civil Internacional e a Associação Internacional de Transportes Aéreos. O embargo econômico foi fortemente exacerbado sobre a decisão do Tribunal de Justiça em 1994, quando os certificados de alimentos emitidos pelo Chipre do Norte foram considerados inaceitáveis para a União Europeia. As exportações e voos de Chipre do Norte ocorrem através da Turquia, com voos diretos sendo banidos internacionalmente. Os cipriotas turcos enfrentam embargos nas áreas de esportes e cultura, assim; equipes turco-cipriotas não podem jogar em partidas internacionais, os atletas turco-cipriotas não podem competir internacionalmente, a menos que representem outro país, e alguns concertos de cantores ou bandas internacionais em Chipre do Norte ter sido bloqueados.